# Egon Horak
Egon Horak (* 1937 in Innsbruck) ist ein österreichischer Professor für Biologie.

## Biographie
Egon Horak studierte Biologie und Geologie an der Universität Innsbruck und promovierte bei Meinhard Moser. Er war von 1985 bis 2002 Professor für Botanik (Systematik und Ökologie der Pilze) an der ETH Zürich. Seit seiner Pensionierung arbeitet er noch konsultativ als Konservator am Herbarium Zürich.
Egon Horak ist ausgewiesener Experte im Bereich der Mykologie, insbesondere der Dickröhrlings- und Champignonverwandten. Er ist Gründungsmitglied des International Symposia of Arctic-Alpine Mycology (ISAM).
Sein botanisch-mykologisches Autorenkürzel lautet „E.Horak“.
Nach ihm wurden mehrere Pilzarten wie der Milchling Lactarius horakii aus Indonesien benannt.
Er war mit der Schwizer-australischen Entomologin Marianne Horak verheiratet.